# 趙經農
趙經農（英語：Augustine Zhao Jing-nong；1909年6月29日—2004年5月16日；聖名：奧斯定），是天主教中國籍神父，中國天主教愛國會自選自聖秦州教區主教。

## 生平
趙經農出生於1909年6月29日，在清朝甘肅省成縣拋沙鄉竹林村。自幼父母雙亡，由成縣天主堂的比利時籍神父收養。他先後在大小修道院學習，於1937年5月22日，趙經農在27歲時晉鐸。
1949年10月1日，中國共產黨在中國大陸地區建立中華人民共和國，並開始針對天主教進行宗教迫害及打壓，教會已經無法正常功能。1950年，德國籍甘維德主教被捕。1951年，甘主教及其他外籍傳教士先後被中國政府驅逐出境。趙經農被委任為秦州教區署理。
文化大革命期間，於1966年7月24日被捕入獄。1979年1月1日，年逾70歲時被獲得提前釋放。
1981年，地下教會王彌祿秘密晉牧，出任秦州教區第二任正權主教，後獲被時任教宗若望保祿二世認可，但未獲中國政府承認。
同年，在中國政府控制的組織愛國會的推行和政府強迫下，秦州教區未獲教宗准許，擅自選出選趙經農為教區第二任正權主教。同年7月24日，由山東濟南總教區主教宗懷德主禮，非法自選自聖趙經農晉牧。事後，因趙經農在未獲得時任教宗若望保祿二世准許，自選自聖違反《天主教法典》被絕罰。自始，秦州教區被一分為二，分別由愛國趙經農神父管理的地上教會團體和王彌祿主教管理的地下教會團體。
2004年5月16日，趙經農在中國甘肅省蘭州逝世，享年94歲。同月24日，由陝西三原教區宗懷德主禮，數位主教和神父共祭，舉行了追思彌撒。趙經農遺體被安葬在秦州教區主教座堂院內。